# Волюве-Сен-Пьер
Волюве-Сен-Пьер (фр. Woluwe-Saint-Pierre), или Синт-Питерс-Волюве (нидерл. Sint-Pieters-Woluwe) — город-коммуна в Бельгии.
Городская коммуна Волюве-Сен-Пьер расположена в центральной части Бельгии, в Брюссельском столичном регионе, в его восточной части. Граничит с брюссельскими коммунами Одергем, Эттербек и Волюве-Сен-Ламбер, а также с Фламандским Брабантом (коммуна Тервюрен). Площадь Волюве-Сен-Пьер составляет 9 км². Численность его населения на январь 2008 года — 38 651 человек.
На территории этой коммуны находится крупнейшая парковая зона Брюсселя — Волювепарк. На авеню де Тервюрен (Тервюренлан) расположен Брюссельский музей городского транспорта с экспозицией трамваев конца XIX—XX столетий. С двумя здешними «немецкими» церквями — католической и лютеранской — Волюве-Сен-Пьер является культурным центром немцев Брюсселя.
В Волюве-Сен-Пьер находятся также представительство НАТО в Бельгии и многочисленные посольства: Ватикана, Польши, Литвы, Чили, Ирана, Индонезии, Малайзии, Туниса, Ботсваны, Эфиопии, Мадагаскара, Намибии, Нигерии, Уганды, Того, Сьерра-Леоне, Тринидада и Тобаго, Сан-Томе и Принсипи, Папуа-Новой Гвинеи, Грузии и т. д.

## Примечания

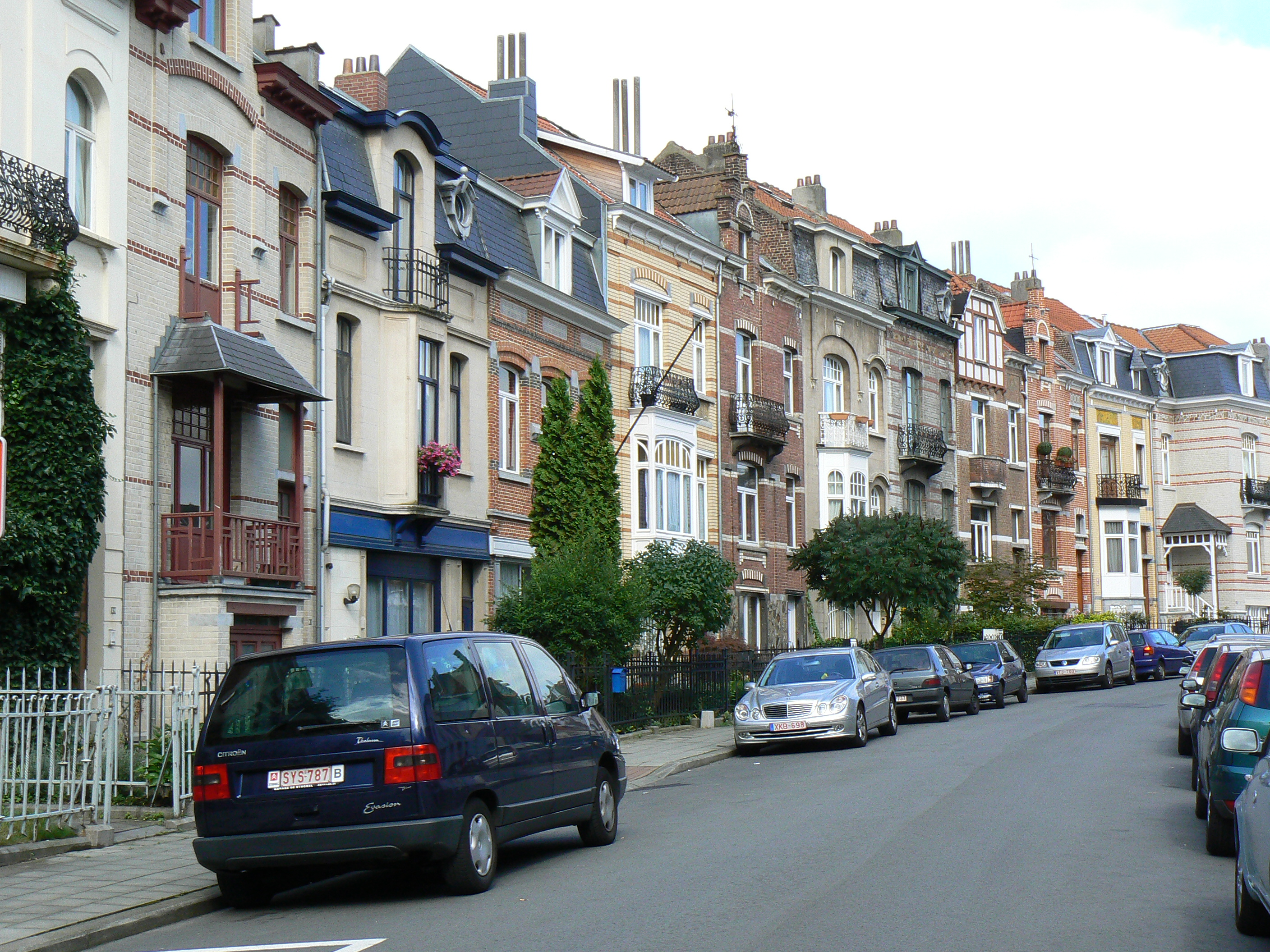